# Nhà Đấu xảo Hà Nội

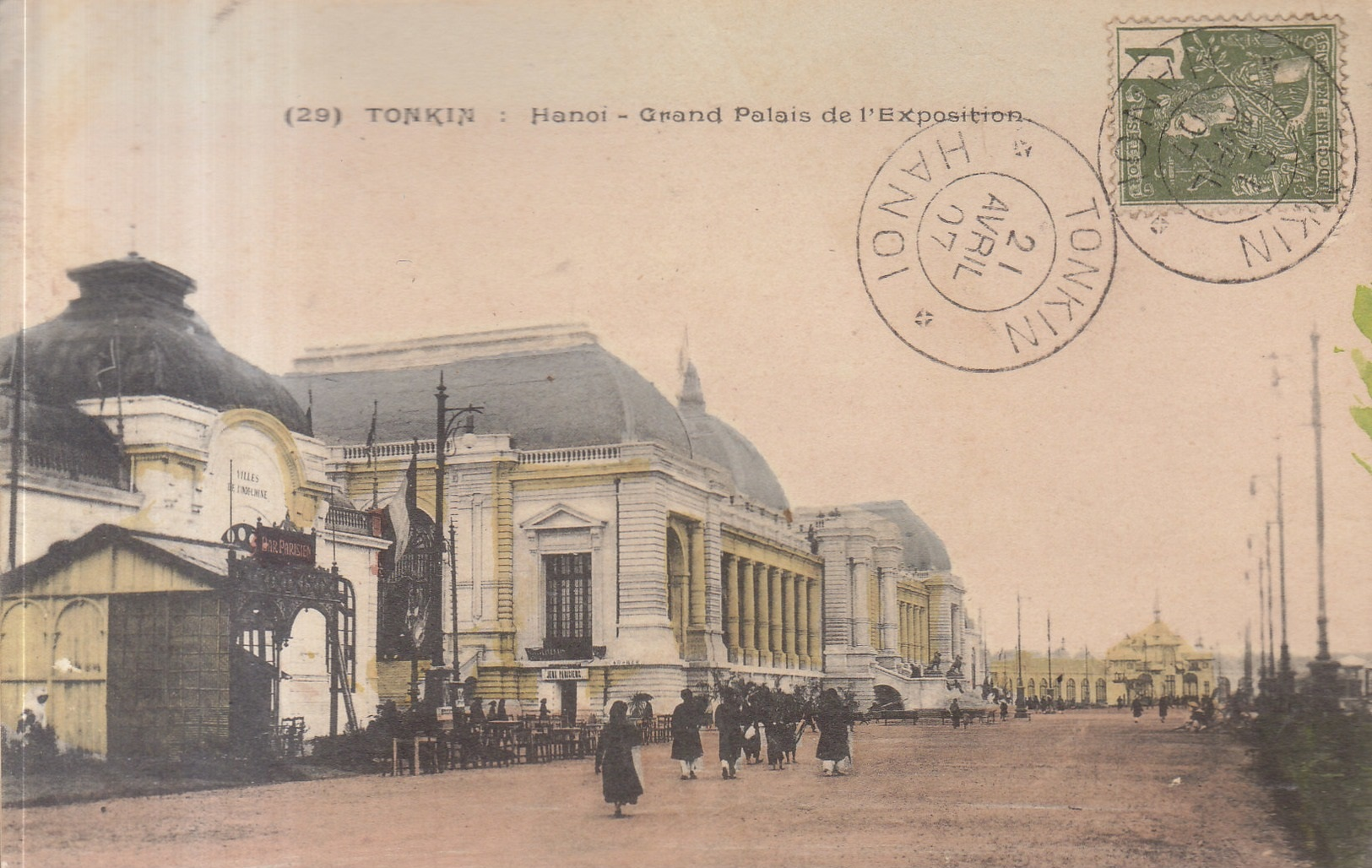
Nhà Đấu Xảo, hội chợ năm 1902.

Đấu Xảo là khu triển lãm - hội chợ cũ của Hà Nội, nay là Cung Văn hóa Hữu nghị Hà Nội trên phố Trần Hưng Đạo. Tòa nhà chính của khu Đấu Xảo do kiến trúc sư Adolphe Bussy thiết kế.
Hội chợ đầu tiên mở tại đây là hội chợ năm 1902 (Exposition 1902) khai mạc ngày 16-2-1902 do Toàn quyền Paul Bert chủ trì, kéo dài đến tháng 4 năm đó. Sau hội chợ, tòa nhà chính trở thành Bảo tàng Maurice Long - viện bảo tàng kinh tế đầu tiên và lớn nhất của Đông Dương.
Trong Thế chiến lần thứ 2, vào thời kì phát xít Nhật chiếm đóng Việt Nam, tòa nhà bị bom Mỹ phá hủy. Di tích còn lại là hai bức tượng sư tử bằng đồng nay đặt tại Liên Đoàn Xiếc Việt Nam trong khu vực Công viên Thống Nhất.